# Alexander Iwanowitsch Samoschkin
Alexander Iwanowitsch Samoschkin (russisch Александр Иванович Замошкин; * 5. September 1899 in Moskau; † 28. Mai 1977) war ein russischer Künstler, Autor und Museumsdirektor.

## Leben
Von 1941 bis 1951 war Samoschkin Museumsdirektor der Tretjakow-Galerie in Moskau. Im Zweiten Weltkrieg leitete er die Evakuierung und Auslagerung der Gemälde der Tretjakow-Galerie.  Als Nachfolger von Nikolai Slonevski war er von 1954 bis 1961 Museumsdirektor des Puschkin-Museums in Moskau. Ihm folgte als Museumsdirektorin 1961 Irina Alexandrowna Antonowa.
Samoschkin war verheiratet. Sein Sohn war der Philosoph und Soziologe Juri Alexandrowitsch Samoschkin (1927–1993).

## Auszeichnungen und Preise (Auswahl)
- 1974: Orden des Roten Banners der Arbeit